# نادی‌ساکاچی
نادی‌ساکاچی (به مجاری:  Nagyszakácsi) یک منطقهٔ مسکونی در مجارستان است که در ناحیه مارتسالی واقع شده‌است. نادی‌ساکاچی ۲۱٫۳۷ کیلومتر مربع مساحت و ۴۱۸ نفر جمعیت دارد.